# Freies Volk
Freies Volk war das von 1949 bis 1956 täglich in Düsseldorf erscheinende Zentralorgan der Kommunistischen Partei Deutschlands (KPD).

## Geschichte
Die erste Ausgabe der Freies Volk erschien am 3. Januar 1949 und löste Die Freiheit ab, welche im Oktober 1948 nach scharfer Kritik an den alliierten Besatzungsmächten verboten worden war. Zunächst als Lokalzeitung der KPD für die Region Rhein-Westfalen herausgegeben wurde sie ab dem 1. September 1949 zum Zentralorgan der KPD.
Wegen eines gegen die alliierten Besatzungsmächte gerichteten Artikels war die Zeitung vom August bis zum November 1950 zeitweise verboten. Von diesem Verbot waren außerdem folgende kommunistische Tageszeitungen betroffen: Die Neue Volkszeitung (Dortmund, Herne, Essen), die Hamburger Volkszeitung, die Volksstimme (Köln), die Niedersächsische Volksstimme (Hannover), die Südbayerische Volkszeitung (München), Unser Tag (Freiburg), und das Volksecho (Detmold).
Am 22. Juni 1951 wurde die Zeitung für 90 Tage verboten.
Nach dem KPD-Verbot 1956 erschien Freies Volk wochenweise als illegale Untergrundzeitung der verbotenen Partei bis Anfang der 1970er Jahre.

## Auflage
Die Auflage betrug 1949 80.000 Exemplare, 1955 war sie auf 48.000 Exemplare gesunken.

## Chefredakteure
- Hugo Ehrlich (1949 bis 1951)
- Franz Ahrens (1951 bis 1954)
- Fritz Bäsel (1954)
- Max Schäfer (1954 bis 1956)